# Parwa liga 2024/25
Die Parwa liga 2024/25 (offiziell: efbet Liga nach dem Ligasponsor Efbet) war die 101. Saison der höchsten bulgarischen Fußballspielklasse und die neunte unter dem reformierten Modus der Parwa liga (deutsch Erste Liga). Sie begann am 26. Juli 2024 und endete am 31. Mai 2025 enden.

## Mannschaften
| Team                | Stadt        | Heimstadion                                         | Kapazität |
| ------------------- | ------------ | --------------------------------------------------- | --------- |
| Arda Kardschali     | Kardschali   | Arena Arda                                          | 11.114    |
| Beroe Stara Sagora  | Stara Sagora | Beroe-Stadion                                       | 12.128    |
| Botew Plowdiw       | Plowdiw      | Christo-Botew-Stadion                               | 18.777    |
| Botew Wraza         | Wraza        | Christo-Botew-Stadion                               | 12.000    |
| Hebar Pasardschik   | Pasardschik  | Georgi-Benkowski-Stadion                            | 13.128    |
| FK Krumowgrad       | Krumowgrad   | Sporten Komplex Nikola Schterew – Starika (Plowdiw) | 03.500    |
| Lewski Sofia        | Sofia        | Georgi-Asparuchow-Stadion                           | 25.000    |
| Lokomotive Plowdiw  | Plowdiw      | Lokomotiw-Stadion                                   | 13.220    |
| Lokomotive Sofia    | Sofia        | Lokomotiw-Stadion                                   | 22.000    |
| Ludogorez Rasgrad   | Rasgrad      | Arena Ludogorez                                     | 10.422    |
| Septemwri Sofia     | Sofia        | Lokomotiw-Stadion (Sofia)                           | 01.700    |
| Slawia Sofia        | Sofia        | Stadion Aleksandar Schalamanow                      | 25.556    |
| Spartak Warna       | Warna        | Spartak-Stadion                                     | 06.000    |
| Tscherno More Warna | Warna        | Titscha-Stadion                                     | 08.250    |
| ZSKA Sofia          | Sofia        | Wassil-Lewski-Nationalstadion (Sofia)               | 44.000    |
| ZSKA 1948 Sofia     | Bistriza     | Bistriza-Stadion                                    | 02.000    |

## Reguläre Saison
Die 16 Vereine spielen zunächst in einer Doppelrunde die reguläre Saison aus. Diese Tabelle dient als Grundlage für die Qualifikation zu verschiedenen Platzierungsrunden. Die vier bestplatzierten Vereine erreichen die Meisterschaftsrunde, die Teams auf den Plätzen fünf bis acht spielen in den UEFA-Conference-League-Playoffs um einen möglichen internationalen Startplatz, während die Mannschaften auf den Plätzen neun bis sechzehn in die Abstiegsrunde gehen, um den Relegationsteilnehmer und die Absteiger zu ermitteln.

### Abschlusstabelle
| Pl. | Verein                | Sp. | S  | U  | N  | Tore    | Diff. | Punkte |
| --- | --------------------- | --- | -- | -- | -- | ------- | ----- | ------ |
| 1.  | Ludogorez Rasgrad (M) | 30  | 24 | 4  | 2  | 062:140 | +48   | 76     |
| 2.  | Lewski Sofia          | 30  | 19 | 5  | 6  | 055:250 | +30   | 62     |
| 3.  | Arda Kardschali       | 30  | 15 | 8  | 7  | 049:330 | +16   | 53     |
| 4.  | Tscherno More Warna   | 30  | 14 | 11 | 5  | 041:250 | +16   | 53     |
| 5.  | Botew Plowdiw (P)     | 30  | 14 | 7  | 9  | 032:310 | +1    | 49     |
| 6.  | Spartak Warna (N)     | 30  | 14 | 6  | 10 | 039:380 | +1    | 48     |
| 7.  | ZSKA Sofia            | 30  | 13 | 8  | 9  | 040:270 | +13   | 47     |
| 8.  | Beroe Stara Sagora    | 30  | 12 | 6  | 12 | 034:290 | +5    | 42     |
| 9.  | Slawia Sofia          | 30  | 12 | 6  | 12 | 043:420 | +1    | 42     |
| 10. | ZSKA 1948 Sofia       | 30  | 8  | 10 | 12 | 038:440 | −6    | 34     |
| 11. | Septemwri Sofia (N)   | 30  | 10 | 3  | 17 | 032:470 | −15   | 33     |
| 12. | Lokomotive Sofia      | 30  | 8  | 6  | 16 | 029:490 | −20   | 30     |
| 13. | FK Krumowgrad         | 30  | 7  | 9  | 14 | 016:310 | −15   | 30     |
| 14. | Lokomotive Plowdiw    | 30  | 7  | 7  | 16 | 027:400 | −13   | 28     |
| 15. | FC Botew Wraza        | 30  | 5  | 6  | 19 | 024:570 | −33   | 21     |
| 16. | FC Hebar Pasardschik  | 30  | 3  | 8  | 19 | 023:520 | −29   | 17     |

Platzierungskriterien: 1. Punkte – 2. Direkter Vergleich (Punkte, Tordifferenz, geschossene Tore) – 3. Tordifferenz – 4. geschossene Tore

| (M) | amtierender bulgarischer Meister      |
| (P) | amtierender bulgarischer Pokalsieger  |
| (N) | Aufsteiger aus der Wtora liga 2023/24 |

### Kreuztabelle
Die Kreuztabelle stellt die Ergebnisse aller Spiele dieser Saison dar. Die Heimmannschaft ist in der linken Spalte, die Gastmannschaft in der oberen Zeile aufgelistet.
| 2024/25             | ARD | Beroe Stara Sagora | Botew Plowdiw | Botew Wraza | HEB | KRU | Lewski Sofia | Lokomotive Plowdiw | Lokomotive Sofia | Ludogorez Rasgrad | Septemwri Sofia | Slawia Sofia | Spartak Warna | Tscherno More Warna | ZSKA | 1948 |
| ------------------- | --- | ------------------ | ------------- | ----------- | --- | --- | ------------ | ------------------ | ---------------- | ----------------- | --------------- | ------------ | ------------- | ------------------- | ---- | ---- |
| Arda Kardschali     |     | 1:1                | 1:0           | 2:0         | 2:1 | 1:0 | 1:1          | 4:2                | 5:0              | 0:4               | 2:1             | 1:1          | 2:2           | 4:0                 | 2:1  | 1:0  |
| Beroe Stara Sagora  | 1:4 |                    | 0:1           | 5:1         | 2:1 | 0:0 | 0:1          | 0:2                | 0:0              | 0:1               | 2:0             | 1:0          | 3:0           | 0:1                 | 0:2  | 2:0  |
| Botew Plowdiw       | 1:1 | 0:0                |               | 3:1         | 1:1 | 1:0 | 1:0          | 2:2                | 2:0              | 2:4               | 3:0             | 1:0          | 0:1           | 1:0                 | 0:3  | 0:5  |
| Botew Wraza         | 3:1 | 1:2                | 1:3           |             | 1:0 | 0:0 | 0:2          | 0:0                | 0:3              | 0:2               | 2:0             | 3:2          | 1:1           | 2:3                 | 1:1  | 0:3  |
| Hebar Pasardschik   | 0:2 | 3:1                | 0:1           | 1:1         |     | 0:0 | 1:4          | 0:0                | 2:1              | 0:2               | 1:2             | 1:1          | 0:2           | 0:1                 | 0:1  | 1:1  |
| Krumowgrad          | 0:0 | 0:1                | 0:1           | 3:0         | 1:0 |     | 0:2          | 0:0                | 0:2              | 0:3               | 2:0             | 1:0          | 0:1           | 1:1                 | 1:0  | 1:1  |
| Lewski Sofia        | 2:1 | 0:2                | 1:1           | 4:0         | 1:0 | 3:0 |              | 2:1                | 2:0              | 2:1               | 2:3             | 3:3          | 2:0           | 1:2                 | 1:0  | 2:0  |
| Lokomotive Plowdiw  | 1:0 | 1:2                | 0:1           | 1:0         | 3:3 | 0:2 | 0:2          |                    | 1:1              | 1:0               | 0:1             | 0:1          | 1:2           | 1:2                 | 2:2  | 0:2  |
| Lokomotive Sofia    | 0:2 | 2:1                | 1:1           | 0:1         | 0:0 | 0:0 | 1:6          | 0:1                |                  | 1:2               | 1:2             | 3:2          | 2:1           | 2:1                 | 0:3  | 0:0  |
| Ludogorez Rasgrad   | 5:1 | 2:1                | 3:0           | 3:0         | 3:0 | 3:0 | 1:0          | 1:0                | 2:0              |                   | 0:0             | 2:0          | 2:1           | 0:0                 | 1:0  | 3:0  |
| Septemwri Sofia     | 0:4 | 0:1                | 1:0           | 2:2         | 6:1 | 1:0 | 0:1          | 2:3                | 0:1              | 0:2               |                 | 3:2          | 0:1           | 1:2                 | 0:1  | 1:1  |
| Slawia Sofia        | 1:1 | 2:1                | 3:2           | 4:2         | 3:2 | 0:1 | 0:1          | 2:1                | 3:2              | 0:1               | 2:3             |              | 3:1           | 1:0                 | 1:0  | 1:1  |
| Spartak Warna       | 1:0 | 0:3                | 1:0           | 1:0         | 4:0 | 1:0 | 0:0          | 1:0                | 3:2              | 1:3               | 4:2             | 1:3          |               | 0:2                 | 3:0  | 1:1  |
| Tscherno More Warna | 1:1 | 1:1                | 1:1           | 2:1         | 1:0 | 3:0 | 2:1          | 1:2                | 4:0              | 1:1               | 2:0             | 1:1          | 1:1           |                     | 0:0  | 0:0  |
| ZSKA Sofia          | 2:0 | 1:0                | 0:1           | 2:0         | 3:1 | 2:2 | 2:2          | 2:0                | 1:0              | 2:2               | 0:1             | 0:1          | 3:1           | 1:1                 |      | 2:2  |
| ZSKA 1948 Sofia     | 1:2 | 1:1                | 0:1           | 1:0         | 1:3 | 4:1 | 2:4          | 2:1                | 1:4              | 1:3               | 2:0             | 2:0          | 2:2           | 0:4                 | 1:3  |      |

## Platzierungsrunden

### Meisterschaftsrunde
Die vier bestplatzierten Vereine der regulären Saison erreichen die Meisterschaftsrunde, in der es neben der Meisterschaft auch um die internationalen Plätze im Europapokal geht. Der Meister qualifiziert sich für die erste Qualifikationsrunde zur Champions League und der Vizemeister erreicht die Qualifikationsrunden der Conference League. Der Drittplatzierte nimmt an den Conference-League-Playoffs teil.
Gespielt wird eine weitere Doppelrunde zwischen den vier Vereinen, wobei alle Ergebnisse aus der regulären Saison übertragen werden sollen.
| Pl. | Verein                | Sp. | S  | U  | N | Tore    | Diff. | Punkte |
| --- | --------------------- | --- | -- | -- | - | ------- | ----- | ------ |
| 1.  | Ludogorez Rasgrad (M) | 36  | 25 | 8  | 3 | 070:220 | +48   | 83     |
| 2.  | Lewski Sofia          | 36  | 21 | 9  | 6 | 064:290 | +35   | 72     |
| 3.  | Tscherno More Warna   | 36  | 15 | 14 | 7 | 044:300 | +14   | 59     |
| 4.  | Arda Kardschali       | 36  | 15 | 13 | 8 | 054:410 | +13   | 58     |

| (M) | amtierender bulgarischer Meister |

| 2025                | Ludogorez Rasgrad | Lewski Sofia | ARD | Tscherno More Warna |
| ------------------- | ----------------- | ------------ | --- | ------------------- |
| Ludogorez Rasgrad   |                   | 1:1          | 2:2 | 2:0                 |
| Lewski Sofia        | 2:2               |              | 1:1 | 2:0                 |
| Arda Kardschali     | 1:1               | 0:3          |     | 0:0                 |
| Tscherno More Warna | 2:0               | 0:0          | 1:1 |                     |

### UEFA-Conference-League-Runde
Die Teams auf den Plätzen 5 bis 8 der regulären Saison spielen eine weitere Doppelrunde untereinander aus, wobei alle Ergebnisse aus der Vorrunde übertragen werden. Der Sieger der Gruppe tritt gegen den Viertplatzierten aus der Meisterschaftsrunde an. Der Sieger aus diesem Spiel startet dann in der 2. Qualifikationsrunde der UEFA Conference League 2025/26.
| Pl. | Verein             | Sp. | S  | U | N  | Tore    | Diff. | Punkte |
| --- | ------------------ | --- | -- | - | -- | ------- | ----- | ------ |
| 5.  | ZSKA Sofia         | 36  | 19 | 8 | 9  | 058:280 | +30   | 65     |
| 6.  | Botew Plowdiw (P)  | 36  | 16 | 8 | 12 | 043:430 | ±0    | 56     |
| 7.  | Spartak Warna (N)  | 36  | 15 | 6 | 15 | 045:530 | −8    | 51     |
| 8.  | Beroe Stara Sagora | 36  | 14 | 7 | 15 | 041:430 | −2    | 49     |

| (P) | amtierender bulgarischer Pokalsieger  |
| (N) | Aufsteiger aus der Wtora liga 2023/24 |

| 2025               | Botew Plowdiw | Spartak Warna | ZSKA | Beroe Stara Sagora |
| ------------------ | ------------- | ------------- | ---- | ------------------ |
| Botew Plowdiw      |               | 3:2           | 0:4  | 1:1                |
| Spartak Warna      | 2:1           |               | 0:1  | 1:2                |
| ZSKA Sofia         | 3:0           | 5:0           |      | 2:1                |
| Beroe Stara Sagora | 0:6           | 3:1           | 0:3  |                    |

Conference-League-Playoff
| Datum                   |                 | Ergebnis                         |            |
| ----------------------- | --------------- | -------------------------------- | ---------- |
| 31. Mai 2025, 18:30 Uhr | Arda Kardschali | 1:1 n. V. (0:0, 1:1) (4:1 i. E.) | ZSKA Sofia |

### Abstiegsrunde
Die acht schlechtplatzierten Vereine der regulären Saison bilden eine Gruppe, wobei sie einmal untereinander ausspielten. Alle Ergebnisse aus der Vorrunde wurden übertragen. Die Vereine auf Plätzen 9 bis 12 bleiben auch im nächsten Saison in die Parwa Liga. Die Vereine auf Plätzen 13 und 14 treffen auf dem Dritten und Vierten der Wtora Liga in einem Relegationsspiel auf ihren Heimstadien. Die Vereine auf Platz 15 und 16 steigen in die Wtora Liga ab. Die Sieger der Relegationsspiele qualifizieren sich für die Parwa liga, während die Verlierer in der Wtora liga spielen müssen.
| Pl. | Verein               | Sp. | S  | U  | N  | Tore    | Diff. | Punkte |
| --- | -------------------- | --- | -- | -- | -- | ------- | ----- | ------ |
| 9.  | Slawia Sofia         | 37  | 14 | 7  | 16 | 050:520 | −2    | 49     |
| 10. | Lokomotive Sofia     | 37  | 13 | 8  | 16 | 043:510 | −8    | 47     |
| 11. | ZSKA 1948 Sofia      | 37  | 12 | 11 | 14 | 045:470 | −2    | 47     |
| 12. | Septemwri Sofia (N)  | 37  | 14 | 3  | 20 | 042:560 | −14   | 45     |
| 13. | Lokomotive Plowdiw   | 37  | 10 | 8  | 19 | 037:490 | −12   | 38     |
| 14. | FC Botew Wraza       | 37  | 10 | 6  | 21 | 034:650 | −31   | 36     |
| 15. | FK Krumowgrad        | 37  | 8  | 9  | 20 | 020:450 | −25   | 33     |
| 16. | FC Hebar Pasardschik | 37  | 4  | 9  | 24 | 028:640 | −36   | 21     |

| (N) | Aufsteiger aus der Wtora liga 2023/24 |

| 2025                 | Slawia Sofia | 1948 | Septemwri Sofia | Lokomotive Sofia | KRU | Lokomotive Plowdiw | Botew Wraza | HEB |
| -------------------- | ------------ | ---- | --------------- | ---------------- | --- | ------------------ | ----------- | --- |
| Slawia Sofia         |              | 0:1  | –               | 0:0              | –   | 1:2                | –           | 3:2 |
| ZSKA 1948 Sofia      | –            |      | 2:0             | –                | 2:0 | –                  | 0:1         | 0:0 |
| Septemwri Sofia      | 3:1          | –    |                 | 0:2              | –   | 2:0                | –           | 1:0 |
| Lokomotive Sofia     | –            | 2:1  | –               |                  | 3:0 | –                  | 3:0         | 3:0 |
| FK Krumowgrad        | 0:1          | –    | 1:2             | –                |     | 0:4                | –           | –   |
| Lokomotive Plowdiw   | –            | 0:1  | –               | 1:1              | –   |                    | 1:3         | –   |
| FC Botew Wraza       | 2:1          | –    | 3:2             | –                | 1:0 | –                  |             | –   |
| FC Hebar Pasardschik | –            | –    | –               | –                | 1:3 | 1:2                | 1:0         |     |

Abstiegsrelegation
Der Dreizehnte und Vierzehnte trafen gegen den Dritten und Vierten der Wtora liga an.
| Datum                   |                    | Ergebnis  |                   |
| ----------------------- | ------------------ | --------- | ----------------- |
| 29. Mai 2025, 19:00 Uhr | FC Botew Wraza     | 1:0 (1:0) | Pirin Blagoewgrad |
| 30. Mai 2025, 19:00 Uhr | Lokomotive Plowdiw | 3:0 (2:0) | Marek Dupniza     |

Alle Vereine blieben in ihren jeweiligen Ligen.

## Torschützenliste
| Pl.      | Spieler             | Mannschaft         | Tore |
| -------- | ------------------- | ------------------ | ---- |
| 1.       | Santiago Godoy      | Beroe Stara Sagora | 18   |
| 2.       | Ahmed Ahmedow 1     | Spartak Warna      | 16   |
| 2.       | Ante Aralica        | Lokomotive Sofia   | 16   |
| 4.       | Goduine Koyalipou 2 | ZSKA Sofia         | 14   |
| 5.       | Borislaw Rupanow    | Septemwri Sofia    | 12   |
| 6.       | Stanislaw Iwanow    | Arda Kardschali    | 11   |
| 6.       | Tonislaw Jordanow   | Arda Kardschali    | 11   |
| 8.       | Rwan Cruz 3         | Ludogorez Rasgrad  | 10   |
| 8.       | Iwan Mintschew      | Slawia Sofia       | 10   |
| 8.       | Wladimir Nikolow    | Slawia Sofia       | 10   |
| 11.      | Spas Delew          | Lokomotive Sofia 4 | 09   |
| 11.      | Aleksandar Kolew    | Lewski Sofia       | 09   |
| 11.      | Nabil Makni         | Hebar Pasardschik  | 09   |
| 11.      | Chinonso Offor      | Arda Kardschali    | 09   |
| 11.      | Brayan Perea        | FC Botew Wraza     | 09   |
| 11.      | Marin Petkow        | Lewski Sofia       | 09   |
| 11.      | Alberto Salido      | Beroe Stara Sagora | 09   |
| 11.      | Thalis              | ZSKA 1948 Sofia    | 09   |
| Endstand |                     |                    |      |